# 馬克-艾特湖

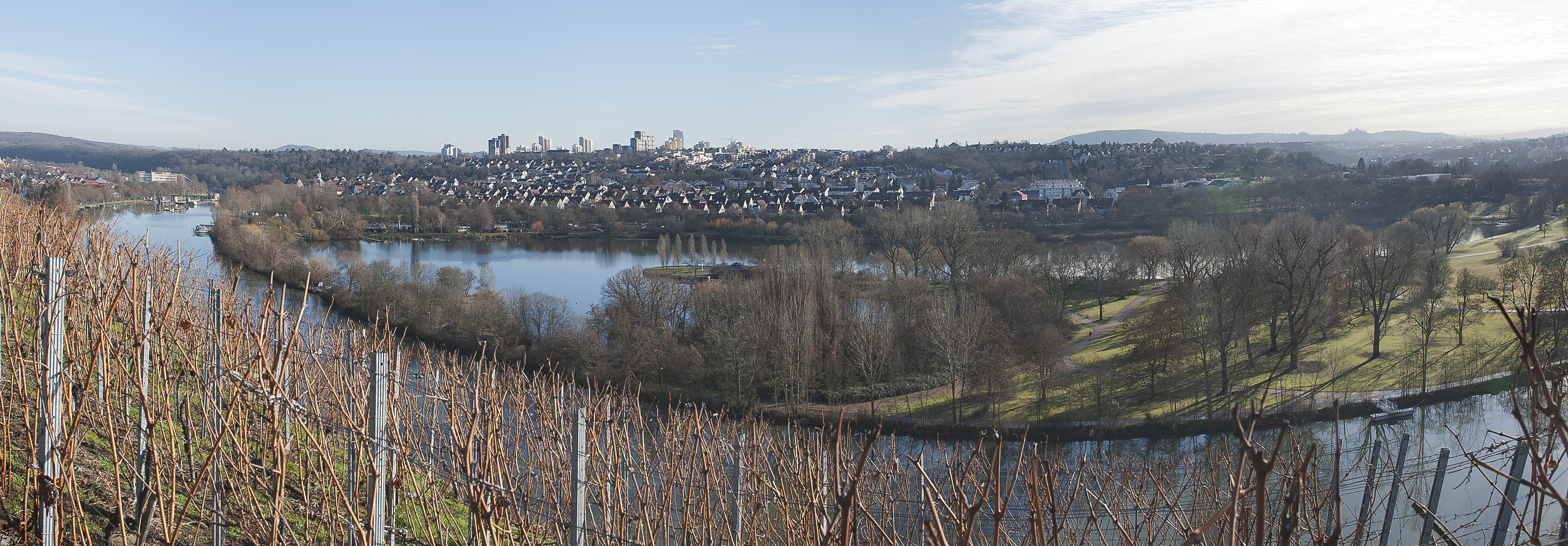

48°50′07″N 9°13′08″E / 48.8353°N 9.2190°E
馬克-艾特湖（德語：Max-Eyth-See），是德國的人工湖泊，位於該國西南部，由巴登-符騰堡州負責管轄，處於内卡河，面積0.17平方公里，海拔高度214米，最大水深2.3米。